# MiR-122
miR-122 —  микроРНК позвоночных. 
Она не встречается у беспозвоночных, у них также не найдены её близкие аналоги.
miR-122 сильно выражена в печени, где она выполняет роль регулятора жирнокислотного метаболизма. 
Уменьшение уровня miR-122 связано с гепатоцеллюлярной карциномой. 
miR-122 выполняет важную роль в репликации вируса гепатита C; экспериментальный препарат Миравирсен использует это свойство.

## Структура
3'-UGUUUGUGGUAACAGUGUGAGGU-5'